# Lomo LC-A
LC-A (Lomo Kompakt Automat) ist der Name einer Kleinbild-Sucherkamera der Firma Lomo. Sie wurde 1984 vorgestellt und basiert auf dem Modell CX-2 der japanischen Firma Cosina. Einen großen Bekanntheitsgrad erlangte diese Kamera dadurch, dass sie als Namensgeber für die fotografische Stilrichtung Lomografie gilt.

## Konstruktion
Über einen langen Zeitraum von 1984 bis 2005 wurde die LC-A fast unverändert hergestellt, lediglich kleine Details wurden verändert. So wurde z. B. die Anzeige des eingestellten Fokusbereichs im Sucher bei späteren Modellen nicht mehr eingebaut.

## Ausstattung
Die LC-A verfügt über eine Programmautomatik, die mit einem Cadmiumsulfid-Fotowiderstand die Helligkeit misst. Der Verschluss arbeitet elektromechanisch, die Verschlusszeiten werden stufenlos gebildet. Die Programmautomatik wird über den Blendeneinsteller auf der Position „A“ eingestellt. Als Besonderheit gilt, dass die Verschlusszeit noch während der Verschlussöffnung berechnet und so die Verschlusszeit abgekürzt bzw. verlängert wird, wenn sich die Lichtsituation ändert.

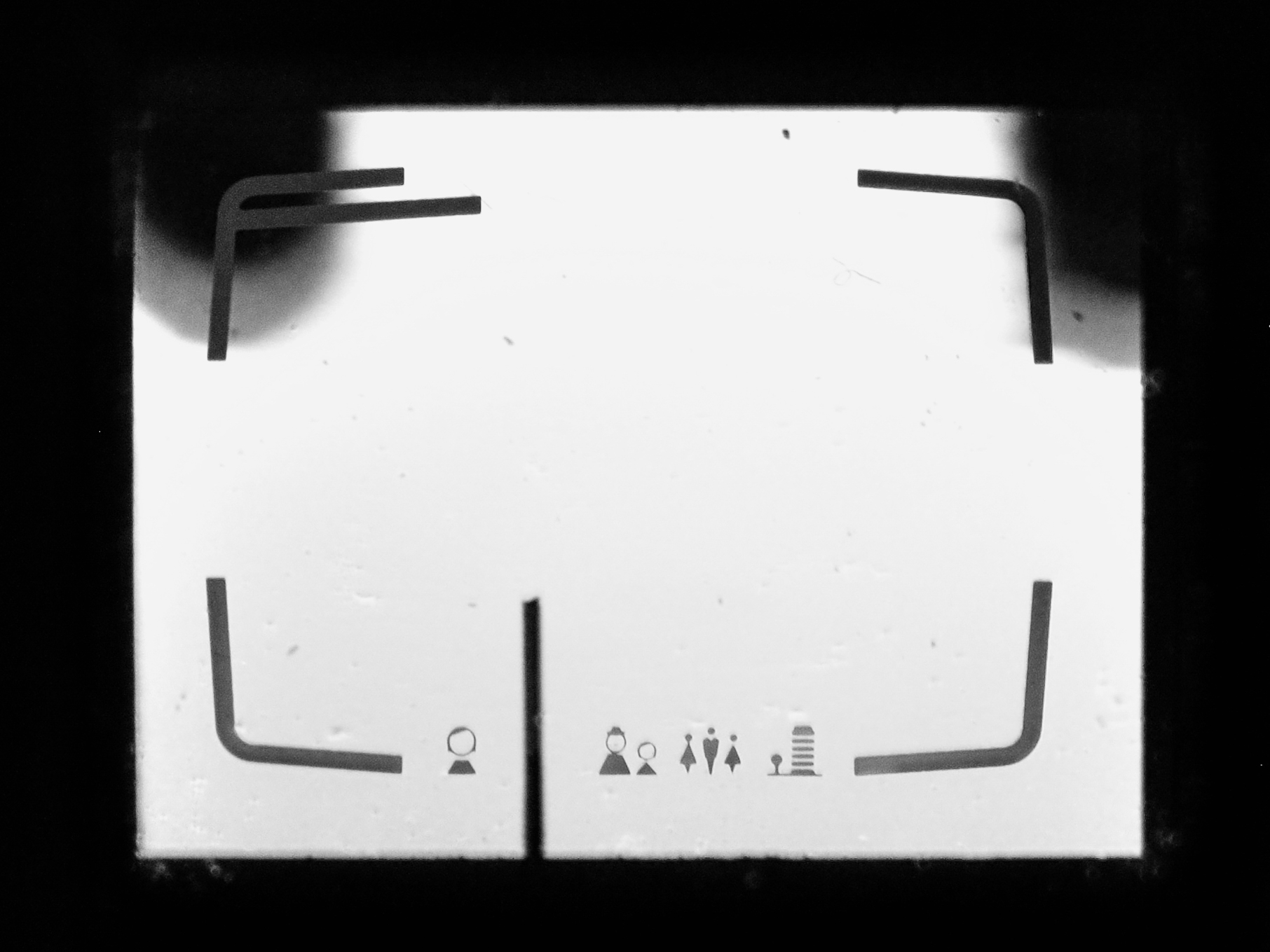
Lomo LC-A Sucherbild

Die Fokussierung erfolgt über einen Hebel, der in vier Stellungen einrastet, 0,8 m, 1,5 m, 3 m und unendlich, ältere Modelle zeigen die gewählte Einstellung im Sucher an.
Im Sucher sind zwei LED angebracht, die bei halb gedrücktem Auslöser folgende Informationen anzeigen: Die linke leuchtet, wenn die Batterien genügend Leistung haben, die rechte leuchtet, wenn eine Belichtungszeit von länger als 1/30 Sekunde erwartet wird.
Die Blende kann manuell gewählt werden, allerdings wird die Verschlusszeit auf 1/60 Sekunde festgelegt.
Bei Verwendung eines Blitzgerätes wird die Verschlusszeit ebenfalls auf 1/60 Sekunde festgelegt.
Ausgeliefert wurde die Lomo LC-A in einer rechteckigen Kunststoffdose, der untere Teil ist schwarz, der obere transparent. In dieser befanden sich neben der Kamera eine Handgelenksschlaufe und eine Bedienungsanleitung.

## Kameras von Lomography
Nachdem die Produktion der Lomo LC-A 2005 endgültig eingestellt worden war, begann Lomography damit, adaptierte Versionen der LC-A in China herstellen zu lassen.

### Lomo LC-A+
Das erste Modell dieser von Lomography hergestellten Kameras war die Lomo LC-A+. Die ersten Exemplare der LC-A+ verfügten noch über die Minitar-1 Optik von Lomo (vermarktet als LC-A Russian Lens), spätere Modelle verfügen über ein ebenfalls in China hergestelltes Objektiv.
Die wichtigsten Änderungen der LC-A+ zur LC-A von Lomo sind:
- Schalter an der Unterseite der Kamera zur Erstellung von Mehrfachbelichtungen
- Anschluss für einen Kabelfernauslöser
- ISO-Bereich von 100 bis 1600
- Verlust der manuellen Blendenauswahl
- An der Front war nun eine Einkerbung zum Montieren eines Weitwinkeladapters oder eines Ringblitzes.
- Die Rückwand der Kamera kann durch eine optionale Rückwand für Fujifilm Instax Mini Filme ersetzt werden.

### Lomo LC-Wide
2011 stellte Lomography eine an die LC-A+ angelehnte Weiterentwicklung vor, die LC-Wide. Sie zeichnet sich vor allem durch das Minigon Superweitwinkelobjektiv mit 17 mm Brennweite und einer f/4.5 Blende aus. Ein weiteres Alleinstellungsmerkmal war die Möglichkeit aus 3 verschiedenen Aufnahmeformaten wählen zu können: Normale Bilder mit einer Größe von 36 × 24 mm, quadratische Bilder mit einer Größe von 24 × 24 mm und Halbformatbilder mit einer Größe von 17 × 24 mm. Außerdem wurde der Zonenfokus angepasst: Es gibt nur mehr 2 Einstellungen: 40-80 cm und 80 cm bis unendlich.

### Lomo LC-A 120
2014 stellte Lomography die LC-A 120, eine optisch und technisch an die LC-A+ angelehnte Kamera für Mittelformat, vor. Sie verfügt über eine 38 mm f/4.5 Minigon Linse (21 mm Kleinbildäquivalent).